# Hard Trance
Hard Trance este un gen al muzicii trance original din Vestul Europei (Belgia, Olanda și Germania) în mijlocul anilor '90.

## Popularitate
Hard Trance a fost popular până la sfârșitul anilor '90 în aproape toată Europa

## Artiști
- Scooter
- Alex Kidd
- Alphazone
- Lee Walls
- Berserk
- Brent Sadowick
- Guyver
- Cosmic Gate
- Costa Pantazis
- Cause & Effect
- Cherry Moon Trax[1]
- DJ Dean
- Scot Project
- Yves Deruyter[2]
- DuMonde
- Guffy
- Jones & Stephenson[3]
- Steve Hill
- Lisa Lashes
- Nostrum
- Technikal
- Yoji Biomehanika
- Steve Hill